# Luca Jaquez
Luca Antony Jaquez (Luzern, 2 juni 2003) is een Zwitsers voetballer die bij voorkeur als centrale verdediger speelt. Hij tekende in 2025 voor VfB Stuttgart.

## Clubcarrière
Jaquez is geboren in Luzern en doorliep de jeugdreeksen van FC Luzern. Op 3 februari 2025 tekende hij een contract tot 2029 bij VfB Stuttgart.